# Tātārshī
Tātārshī (persiska: تاتِه رَشيد, تاتِۀ رَشيد, تاتارشی, Tāteh Rashīd) är en ort i Iran.   Den ligger i provinsen Kurdistan, i den nordvästra delen av landet, 400 km väster om huvudstaden Teheran. Tātārshī ligger 1 889 meter över havet och antalet invånare är 264.
Terrängen runt Tātārshī är huvudsakligen platt, men västerut är den kuperad. Terrängen runt Tātārshī sluttar brant österut. Runt Tātārshī är det ganska tätbefolkat, med 58 invånare per kvadratkilometer. Närmaste större samhälle är Dehgolān, 17,3 km sydost om Tātārshī. Trakten runt Tātārshī består i huvudsak av gräsmarker.